# EADS HC-144 Ocean Sentry
EADS HC-144 Ocean Sentry là một loại máy bay hai động cơ, được Bảo vệ Bờ biển Hoa Kỳ sử dụng làm các nhiệm vụ tìm kiếm cứu hộ và tuần tra biển. Được sản xuất như máy bay thám sát tầm trung, HC-144 do EADS North America chế tạo và dựa trên loại máy bay vận tải CN-235 của Airbus Military]] (trước là EADS CASA).

## Tính năng kỹ chiến thuật

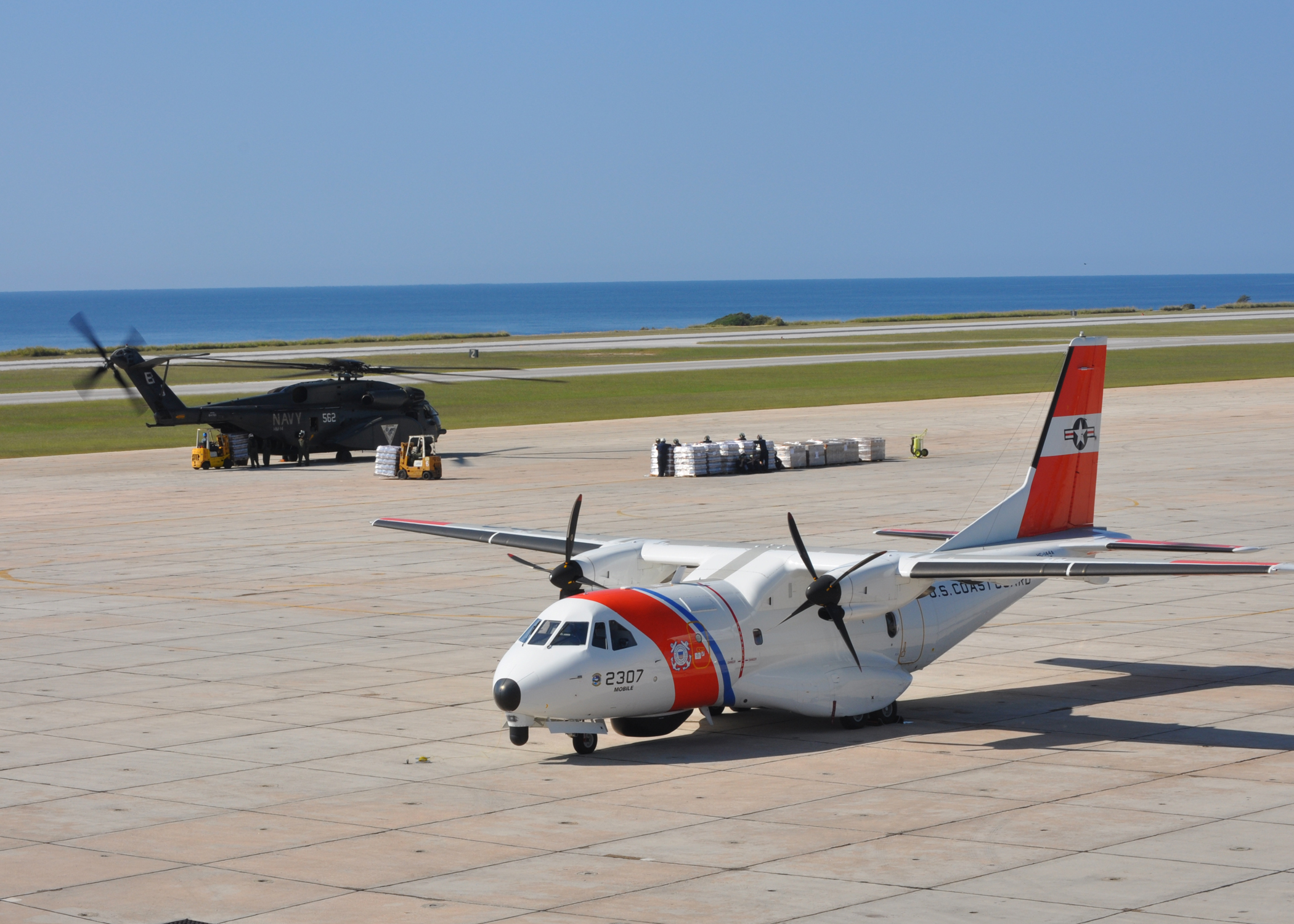
HC-144A và MH-53E của hải quân Hoa Kỳ tại vịnh Guantanamo, Cuba

Dữ liệu lấy từ 
Đặc tính tổng quát
- Kíp lái: 2
- Chiều dài: 70 ft 3 in (21,41 m)
- Sải cánh: 84 ft 8 in (25,81 m)
- Chiều cao: 26 ft 10 in (8,18 m)
- Diện tích cánh: 636 foot vuông (59,1 m2)
- Trọng lượng rỗng: 21.605 lb (9.800 kg)
- Trọng lượng cất cánh tối đa: 36.380 lb (16.502 kg)
- Động cơ: 2 × General Electric CT7 kiểu turboprop, 1.870 shp (1.390 kW)  mỗi chiếc

Hiệu suất bay
- Vận tốc cực đại: 272 mph; 437 km/h (236 kn)
- Tầm bay: 1.801 mi; 2.898 km (1.565 nmi)
- Thời gian bay: 8,7 h